# One Piece (temporada 15)
Aquesta llista inclou la quinzena temporada de la sèrie de TV anime One Piece, produïda per Toei Animation, dirigida per Kōnosuke Uda i extreta de homònim manga de Eiichirō Oda.
La quinzena temporada de One Piece es titula l'illa dels Tritons(魚 人 島 編 Gyojin-tō hen?) I agrupa els episodis del 517 al 578. La història tracta sobre la reunió de la tripulació del Barret de Palla i la seva història a l’illa dels Tritons. Els 62 episodis es van emetre al Japó a Fuji TV del 2 d’octubre de 2011 al 23 de desembre de 2012.

## Episodis
| # | Títol en català | Data d'estrena al Japó | Data d'estrena a Catalunya |
| --- | --- | ---------------------- | -------------------------- |
| 517 | Un nou episodi en la historia! Retrobament! La banda dels Barret de Palla! Shinshō kaimaku - Saishūketsu! Mugiwara no ichimi (新章開幕 再集結! 麦わらの一味) | 2 d'octubre de 2011    | -                          |
| Al cap de dos anys, en Ruffy saluda els animals de l'illa i deixa Cennessuno juntament amb els Kuja. Zoro arriba a l'arxipèlag de Sabaody i visita el bar de Shakky on la troba amb Rayleigh. En un altre lloc, Nami descobreix que l'Armada ha invertit la ubicació del seu quarter general amb la base G-1, que es troba a l'altre costat de la línia vermella per frustrar els emperadors i el que ha augmentat els crims a l'arxipèlag. Mentre Brook celebra el seu últim concert i Sanji saluda els transs entrenats, la Nami es nega a seure a la taula d'un grup de pirates que fan passar per la tripulació d'en Ruffy. Abans que l'ataquin, l'Usopp arriba al bar, els atrapa amb un Pop Green i, juntament amb la Nami, abandona el lloc que és copejat per un llamp que invoca. En un altre lloc, Robin sembra dos agents del govern mundial que la perseguien, mentre s'uneix al Thousand Sunny i Chopper té moltes ganes de tornar a veure els seus companys. Mentrestant, en Ruffy topa amb la tripulació falsa. | |                        |                            |
| 518 | Situació explosiva! En Ruffy contra en fals Ruffy! Isshoku sokuhatsu! Rufi VS nise-Rufi (一触即発! ルフィVSニセルフィ)                                       | 9 d'octubre de 2011    | -                          |
| Al bar de Shakky, a Sanji se l'informa que tots els seus companys ja han arribat a l'arxipèlag, excepte Robin i Ruffy i la protecció que Duval proporciona als Thousand Sunny durant la seva absència. Mentrestant, Chopper es troba amb els altres membres de la tripulació falsa d'en Ruffy i els segueix creient que són els seus amics. En un altre lloc, Black agredeix a en Ruffy, però evita el cop i fa caure els seus oponents amb Ambition. Mentrestant, Sanji explora l'arxipèlag de Sabaody a la recerca de menjar i es troba amb Zoro que, sense esforç, ha tallat en dos un vaixell pirata amb destinació a l'illa dels pescadors on va embarcar per error. | |                        |                            |
| 519 | La Marina es mou! L'objectiu són els barret de palla! Kaigun shutsudō - Nerawareta Mugiwara no ichimi (海軍出動 狙われた麦わらの一味)                        | 16 d'octubre de 2011   | -                          |
| Robin finalment arriba al Sunny on torna a veure a Franky i l'informa que no només ha vist en Ruffy. Mentrestant, Chopper es troba amb la resta de la tripulació falsa i s'indigna en comprovar que es neguen a anar a rescatar la Robin. Després de l'informe de la presència de la falsa tripulació d'en Ruffy, Sentomaru i dos pacifistes es dirigeixen cap a l'arxipèlag de Sabaody. Mentre Sanji i Zoro es preparen per tornar al vaixell, Usopp i Nami es reuneixen amb Chopper i li parlen de la tripulació falsa. En altres llocs, molts pirates que s'han unit a la falsa tripulació s'estan reunint i són vistos per la Marina. | |                        |                            |
| 520 | La gran reunió! Els falsos barret de palla sota amenaça! Ōmono shūketsu - Nise Mugiwara ichimi no kyōi (大物集結 ニセ麦わら一味の脅威)                       | 23 d'octubre de 2011   | -                          |
| Black, demana als pirates que cacin el veritable Ruffy, la Nami i l'Usopp. Els dos últims i Chopper viatgen a Thousand Sunny on veuen a Franky explicant-los els canvis realitzats al seu cos durant els darrers dos anys. Mentre Rayleigh i Shakky els informen de l'incident, els infants de marina arriben al Sabaodome per detenir Brook, ja que han descobert la seva veritable identitat. Brook canta una última cançó afirmant que en Ruffy és viu i després escapa amb l'ajuda dels Bellavita Riders. Mentrestant, Rayleigh dona instruccions a la Nami sobre com dirigir un vaixell vestit i Shakky fa saber als altres l'arribada d'en Ruffy a l'arxipèlag, que mentrestant ha arribat al punt de trobada de la tripulació falsa. | |                        |                            |
| 521 | Comença la batalla! Ensenyant els resultats del entrenament! Sentō kaishi! Misero shugyō no seika! (戦闘開始! 見せろ修行の成果!)                             | 30 d'octubre de 2011   | -                          |
| Mentre Brook, acompanyat dels Genets Bellavita, es dirigeix cap als seus companys, Thousand Sunny és portat a Grove 42 i Franky adverteix a Zoro i Sanji del moviment. Mentrestant, al Grove 46, la Marina ataca els pirates presents, però es troba en dificultats contra els més forts. Albion i Lip Doughty demostren grans habilitats de lluita mentre Caribou revela els poders d'un fruit del diable Rogia. No obstant això, alguns pacifistes intervenen i reverteixen la situació. La falsa tripulació intenta escapar, però és interceptat per Sentomaru que desenmascara a Black en derrotar-lo amb un sol cop. Quan la resta de la tripulació falsa comença a fugir, Sentomaru ordena a un pacifista que localitzi a en Ruffy per detenir-lo. En Ruffy surt de l'armari i és atacat pel pacifista, el derrota amb un sol tret a Gear Second i després s'escapa. Zoro i Sanji arriben a ell atrets pel rugit i derroten l'altre pacifista sense esforç dirigint-se cap a la nau amb en Ruffy perseguit per la Marina. A la carretera, en Ruffy s'atura perquè nota la presència de Rayleigh no gaire lluny. | |                        |                            |
| 522 | Tots a bord! En Ruffy se'n va cap al Nou Món! Zen'in shūgō - Rufi Shin Sekai e no funade (全員集合 ルフィ新世界への船出)                                     | 6 de novembre de 2011  | -                          |
| Després de replantejar-se l'entrenament en què va passar Ruffy, Rayleigh atura els infants de marina que perseguien en Ruffy, en Zoro i en Sanji. Perona també ajuda els tres en colpejar un altre grup de marins amb els seus fantasmes. Brook arriba al vaixell i Chopper fa el mateix després de recuperar en Ruffy, en Zoro i en Sanji amb l'ajut del seu amic ocell gegant. Just quan la tripulació es reuneix finalment, el Thousand Sunny és atacat per dos vaixells de la Marina, però són detinguts per Hancock, que col·loca el seu vaixell a la línia de tir. Franky comença a preparar el vaixell per a la immersió i Hèracles, els trans entrenats, Haredas, els habitants de Weatheria i l'ocell gegant també ajuden els pirates d'en Ruffy aturant altres grups de marines. Després d'un breu discurs d'agraïment per part d'en Ruffy, la tripulació marxa cap a l'illa dels pescadors. | |                        |                            |
| 523 | Una veritat impactant! L'home que va protegir el Sunny! Kyōgaku no shinjitsu - Sanī-gō o mamotta otoko (驚愕の真実 サニー号を守った男)                       | 13 de novembre de 2011 | -                          |
| A l'arxipèlag de Sabaody, Caribou ordena que els pirates de la tripulació falsa d'en Ruffy siguin enterrats vius i surt a la recerca dels autèntics. Mentre Rayleigh recorda la seva primera reunió amb Roger, en Ruffy i la seva tripulació s'aventuren a les profunditats de l'oceà. La Nami explica als seus companys com funciona la bombolla que cobreix el Sunny i Franky explica que, després de la derrota de Hacchan i Duval, va ser Bear, que pertany a l'Exèrcit Revolucionari, qui va protegir el vaixell. Franky també revela que dos anys abans Bear va enviar deliberadament els membres de la tripulació fora de l'arxipèlag per salvar-los, enviant-los a llocs adequats per a una formació específica. Posteriorment va acceptar que la seva personalitat va ser cancel·lada, fent-se programar per a una última missió: protegir el Thousand Sunny fins al retorn de la tripulació. Durant el descens, l'Usopp s'adona que el vaixell de Caribou els segueix i, poc després, ataca el Sunny. | |                        |                            |
| 524 | Un problema submarí! El dimoni del fons del mar! Kaichū no shitō - Arawareta ōunabara no akuma (海中の死闘 現れた大海原の悪魔)                               | 20 de novembre de 2011 | -                          |
| Després d'atacar el Sunny amb el seu vaixell, Caribou ordena als seus homes que ataquin, però Momu, que remolca el vaixell pirata, reconeix la tripulació i fuig abandonant Caribou. Després que Franky lligui Caribou, Nami informa a la resta de la tripulació sobre els perills dels corrents al fons oceànic i els convida a portar roba més pesada. Quan s'enfronten a un enorme corrent descendent, els pirates es troben amb un kraken gegantí. En aquell moment el vaixell de Caribou torna, però de seguida és trencat pel monstre marí. Mentre Franky, Chopper i Robin intervenen per evitar que el Sunny sigui destruït, en Ruffy, en Sanji i en Zoro porten bombolles que els permeten sortir del vaixell per enfrontar-se a la criatura. | |                        |                            |
| 525 | Atrapats a les profunditats! La tripulació del barret de palla es perd! Shinkai de sōnan - Hagureta Mugiwara no ichimi (深海で遭難 逸れた麦わらの一味)       | 27 de novembre de 2011 | -                          |
| Sanji, Zoro i Ruffy lluiten amb el kraken i el derroten. No obstant això, la criatura, els tres membres de la tripulació fora del Sunny i el propi vaixell són absorbits pel corrent descendent. Brook s'adona que Caribou s'ha alliberat i Franky el situa dins d'un barril, on el segella. Mentre buscaven en Ruffy, en Sanji i en Zoro, la tripulació es troba en problemes diverses vegades i Franky es veu obligat a recórrer repetidament al Coup de Burst per escapar dels diversos perills sacrificant una petita quantitat d'aire cada vegada. Després d'escapar d'un peix gegantí, els Pirates d'en Ruffy ensopeguen amb Wadatsumi que atordeix el peix, reprovant-li que no faci enfadar Decken. En aquest moment, l'holandès volador apareix darrere de Wadatsumi. | |                        |                            |
| 526 | Erupció volcànica submarina! Arribant a l'illa dels tritons! Kaitei kazan funka! Nagasarete gyojin-tō (海底火山噴火! 流されて魚人島)                         | 4 de desembre de 2011  | -                          |
| Decken ordena a Wadatsumi i als peixos que destrueixin el Sunny. La Nami ordena a Franky que faci servir un altre cop d'esclat per escapar, però Franky informa que s'ha quedat sense combustible. Abans que el vaixell sigui colpejat, però, arriba el kraken juntament amb els tres membres de la tripulació desapareguts, copejant Wadatsumi. En aquest moment el volcà proper entra en erupció i tothom fuig. Arrossegats pel kraken, els pirates d'en Ruffy salten a un pou i escapen de l'erupció gràcies a la intervenció d'Usopp. En arribar a una profunditat de deu mil metres, la tripulació s'adona que està envoltada d'una llum inusual i veu l'illa dels pescadors. Tot i això, el Sunny està envoltat d'un grup de monstres marins. | |                        |                            |
| 527 | Aterrant a l'illa dels tritons! Apareixen les boniques sirenes! Gyojin-tō jōriku - Uruwashiki ningyo-tachi (魚人島上陸 うるわしき人魚たち)                   | 11 de desembre de 2011 | -                          |
| Els monstres marins són muntats per tres homes de peix. Un d'ells, Hammond, denuncia el kraken per haver ajudat els humans. El llegendari monstre s'escapa i, mentre els peixos demanen a en Ruffy que posi la seva tripulació a les ordres dels nous pirates pescadors, la Nami ordena als altres que preparin un cop de ràfega que anticipi la negativa de Ruffy. Un cop activat el raig d'aire, el Sunny es catapulta a l'illa dels homes de peix, on la tripulació corre el risc d'ofegar-se i es torna a separar. En Ruffy Usopp, en Sanji i en Chopper es desperten a casa de Kayme, que els explica Hacchan, Pappagu i altres informacions de l'illa i els acompanya a la badia de sirena. Un cop al lloc, Sanji es veu aclaparat per l'emoció en veure les belles sirenes i afirma haver realitzat el seu major somni. Mentrestant, Hammond rep ordres de Hody Jones per capturar en Ruffy. | |                        |                            |
| 528 | Una explosió d'emoció! La vida d'en Sanji en perill! Kōfun bakuhatsu! Sanji seimei no kiki! (興奮爆発! サンジ生命の危機)                                     | 18 de desembre de 2011 | -                          |
| Mentre Nami, Franky i Robin, supervivents del naufragi, es retroben en algun lloc de l'illa al cau de la sirena, les germanes matadores informen a les altres de l'arribada dels tres fills de Neptú: Fukaboshi, Manboshi i Ryuboshi. La tripulació s'amaga, però Sanji revela la seva presència amb una enorme explosió de sagnats al nas a causa de l'emoció d'estar entre les sirenes. Els soldats envolten la tripulació, així com en una altra part de l'illa, ho fan amb Zoro. Chopper pregunta als presents si estan disposats a donar sang a Sanji, però els New Fishman Pirates, que observaven l'escena, surten i revelen que les transfusions home-peix estan prohibides després de la mort del pescador Fisher la transfusió li va negar els humans. Els nous pirates Fishman intenten capturar en Ruffy, però ell els repel·leix fàcilment i escapa juntament amb els seus companys gràcies a Kayme que, mentrestant, s'ha apoderat del vaixell dels Prínceps. Després de la sortida de la tripulació, Fukaboshi revela a les sirenes que no tenia intenció de fer mal a en Ruffy, sinó enviar un missatge de Jinbe. | |                        |                            |
| 529 | L'Illa dels Tritons destruïda! La profecia de Shirley! Gyojin-tō metsubō!? Shārī no yogen (魚人島滅亡!? シャーリーの予言)                                    | 25 de desembre de 2011 | -                          |
| En Ruffy i els seus companys arriben al cafè Mermaid, on Sanji rep una transfusió de dos trans entrenats i es recupera. Chopper s'adona que en Ruffy ha estat enverinat, però en Ruffy no informa de cap conseqüència després de la immunitat desenvolupada després de la baralla amb Magellan. Kayme primer presenta a Ruffy i Usopp Shirley, revelant que posseeix poders clarividents i després els acompanya en una gira pels voltants durant la qual el grup es reuneix amb Brook i Pappagu. Els pirates també aprenen alguna cosa sobre Decken, que fa anys que festeja amb la princesa de sirena Shirahoshi. Mentre en Ruffy i els seus companys s'assabenten que l'illa està ara sota la protecció de Big Mom, Shirley té la premonició que en Ruffy destruirà l'illa Fishman. | |                        |                            |
| 530 | El rei de l'Illa dels Tritons! El rei Neptú! Gyojin-tō no ō - Kaishin Nepuchūn! (魚人島の王 海神ネプチューン!)                                               | 8 de gener de 2012     | -                          |
| Una tripulació de pirates humans, dirigits per Gyro, fugen de l'illa espantats pels nous pirates pescadors. Els oficials de Hody ofereixen anar a buscar-los, però Hody decideix anar personalment i pren esteroides que augmenten la seva força. Mentrestant, en Ruffy i el seu grup es retroben amb la Nami, que rep diversos vestits com a regal a la botiga de Pappagu. En sortir dels pirates, es troben amb Neptú, que els convida al palau per agrair-los que hagin salvat el tauró de Shirahoshi del kraken. Mentrestant, Hody arriba als pirates fugits i aconsegueix esquinçar fàcilment el seu vaixell, les restes del qual envia a la superfície com un avís als humans. | |                        |                            |
| 531 | El Palau Ryuguu! El tauró que vam salvar! Ryūgū-Jō! Tasuketa same ni tsurerarete (竜宮城! 助けた鮫に連れられて)                                              | 15 de gener de 2012    | -                          |
| Poc abans de la reunió d'en Ruffy i els seus companys amb Neptú Caribou aconsegueix sortir del barril on estava atrapat i captura les sirenes que el van alliberar. Quan els pirates d'en Ruffy arriben al Palau del Drac, Fukaboshi s'assabenta de la premonició de Shirley i decideix fer-se càrrec de la situació. Mentrestant, la Nami revela als altres que Robin i Franky han anat a buscar informació sobre les antiguitats de l'illa Fishman i de la família de Tom, respectivament, mentre que Neptú explica que provenen l'oxigen de les bombolles i la llum que il·lumina l'illa. de l'arbre Eva. Al Palau del Drac, els ministres renuncien a Neptú per haver deixat el palau sense escorta i l'informen que han rebut un missatge de Fukaboshi. Mentrestant, en Ruffy se separa del grup a la recerca de menjar i entra a una torre on coneix a Shirahoshi, que és gegantí. | |                        |                            |
| 532 | Poruga i ploranera! La princesa sirena en la torre del palau! Yowamushi de nakimushi! Kōkakutō no ningyo-hime (弱虫で泣き虫! 硬殻塔の人魚姫)                 | 22 de gener de 2012    | -                          |
| Decken declara que Shirahoshi haurà d'acceptar la seva proposta de matrimoni o morir i, utilitzant els poders de la fruita del Centre Center, llança una destral a Shirahoshi. Al Palau del Drac, els Pirates d'en Ruffy són acusats d'haver segrestat les sirenes i conspirar per destruir l'illa i els guardes reben l'ordre de capturar-les. Mentrestant, en Ruffy para la destral llançada per Decken i així, quan els guàrdies entren a la torre, Shirahoshi l'amaga en agraïment. Shirahoshi es presenta a en Ruffy, li deixa menjar el seu menjar i li diu que, des de fa deu anys, s'ha amagat a la torre per fugir de Decken. Shirahoshi declara que vol veure el món exterior i en Ruffy la insta a sortir junts comprometent-se a protegir-la dels atacs de Decken. Mentrestant, Nami Usopp i Brook s'enfronten als guàrdies que aconsegueixen repel·lir sense problemes i, quan Neptú intervé en la lluita, apareix Zoro, alliberat de les presons, que l'atura. Mentrestant, al Noah Decken es troba amb Hody i els dos formen un pacte per prendre el control de l'illa dels peixos. | |                        |                            |
| 533 | Estat d'emergència! El Palau Ryuguu! Kinkyū jitai hassei - Senkyo sareta Ryūgū-Jō (緊急事態発生 占拠された竜宮城)                                            | 29 de gener de 2012    | -                          |
| Al Palau del Drac, Nami Usopp, Brook i Zoro aconsegueixen derrotar i capturar els guàrdies i Neptú. Els prínceps tornen al palau i a través de l'intercomunicador parlen amb Zoro. Aquest últim està d'acord amb Fukaboshi per l'alliberament dels ostatges i es comuniquen els dos missatges de Jinbe per a en Ruffy: no enfrontar-se a Hody i esperar a Jinbe al bosc del mar. No us enfronteu a Hody Jones i espereu al propi Jinbe al bosc marí. Mentrestant, un gran nombre d'objectes no identificats comencen a caure sobre la torre i Neptú demana als Pirates d'en Ruffy que vagin a comprovar que Shirahoshi està bé. Brook va primer i, en arribar a la torre, s'adona que els llançats al palau són en realitat pirates humans. En aquell moment, en Ruffy i en Shirahoshi, amagats dins de la boca del tauró, surten de la torre. | |                        |                            |
| 534 | El Palau Ryuguu s'estremeix! El segrest de Shirahoshi! Ryūgū-Jō gekishin! Shirahoshi yūkai jiken (竜宮城激震! しらほし誘拐事件)                              | 5 de febrer de 2012    | -                          |
| Al sud-est de l'illa, Franky demana ajuda a Den per trobar el Sunny mentre Shirahoshi i Ruffy abandonen el Palau del Drac. Unes hores abans, a casa de Noah, Hacchan intenta dissuadir a Hody i els seus homes, però primer és apunyalat i després disparat amb nombroses fletxes per Decken. Els pirates realitzen el seu pla i utilitzen els poders de Decken per llançar humans al palau i obrir la porta. A Coral Hill, després de derrotar els guàrdies, Sanji i Chopper troben a Hacchan greument ferit que els adverteix de l'imminent atac de Hody. Al Palau del Drac, els pirates humans intenten obrir l'entrada, però troben la tripulació del Barret de Palla davant seu. Mentrestant, en Ruffy i en Shirahoshi continuen cap al Bosc del Mar on es troba la tomba de la reina Otohime. Mentrestant, al bosc, Jinbe ret homenatge a la difunta reina. | |                        |                            |
| 535 | La invasió d'en Hody! Comença el pla de venjança! Hōdi shūrai - Fukushū keikaku no hajimar (ホーディ襲来 復讐計画の始まり)                                   | 12 de febrer de 2012   | -                          |
| En el seu camí cap al bosc del mar, Robin és detinguda pels guàrdies del regne que volen arrestar-la, però es desprèn fàcilment d'ella i continua buscant el Poignee Griffe. Al Palau del Drac, després que la tripulació d'en Ruffy derroti els pirates humans llançats per Decken, Neptú acusa en Ruffy del segrest de Shirahoshi, però els seus companys neguen qualsevol responsabilitat. Mentrestant, Franky troba el Sunny al bosc del mar i Den accepta cobrir-la de nou. Hody, Decken i els seus homes arriben al Palau del Drac, on s'assabenten de la desaparició de Shirahoshi. Per tant, Decken parteix a la recerca de Shirahoshi muntant un corall, que arribarà a ella allà on estigui Shirahoshi gràcies al poder del fruit del Centre del diable, afirmant preferir-la morta que no pas amb altres. | |                        |                            |
| 536 | Batalla decisiva al palau Ryuguu! En Zoro contra en Hody! Ryūgū-Jō no kessen! Zoro VS Hōdi (竜宮城の決戦! ゾロVSホーディ)                                    | 19 de febrer de 2012   | -                          |
| Al Palau del Drac, Hody destrueix una columna per inundar-la i després comença a colpejar a tots els presents disparant gotes d'aigua tan potents com les fletxes, igual que Arlong. Mentre Nami marxa amb Kayme, Zoro i els altres alliberen els presoners. Zoro demana a Neptú que porti els seus companys a la seguretat mentre s'enfronta a Hody per evitar que els persegueixi. Mentrestant, Robin arriba al bosc del mar aventurant-se en una zona fora de límits per a desconeguts. Mentrestant, al Coral Hill, la població pren armes contra Sanji i Chopper, acusant-los del segrest de sirena. En Ruffy també arriba al lloc que es reuneix amb els seus companys i observa les condicions de Hacchan, però immediatament després, el tauró escup Shirahoshi. | |                        |                            |
| 537 | Protegir la Shirahoshi! L'atac d'en Vander Decken! Shirahoshi o mamore - Dekken no tsuigeki (しらほしを守れ デッケンの追撃)                                  | 26 de febrer de 2012   | -                          |
| En Ruffy és acusat del segrest de Shirahoshi i lligat amb Hacchan i els seus companys. Decken arriba immediatament al lloc i demana a Shirahoshi que es casi amb ell, que el rebutja; Decken intenta matar-la, però és detingut per en Ruffy que aconsegueix eliminar-lo tot i estar lligat. Shirahoshi desfà en Ruffy i els dos escapen de la multitud juntament amb el tauró, Sanji, Chopper i Hacchan, però són interceptats per Wadatsumi. En Ruffy torna a intervenir i el colpeja aprofitant per fugir. Mentrestant, al Palau del Drac, Zoro aconsegueix derrotar a Hody amb un simple cop d'espasa. | |                        |                            |
| 538 | La tripulació derrotada? En Hody controla el Palau Ryuguu! Ichimi haiboku!? Hōdi Ryūgū-Jō seiatsu (一味敗北!? ホーディ竜宮城制圧)                            | 4 de març de 2012      | -                          |
| Els nous pirates pescadors prenen els esteroides energètics i ataquen. Neptú crea un fort corrent aconseguint fer fugir els seus homes del palau, però és capturat juntament amb els Pirates de Ruffy per Hody, recuperats després de prendre esteroides. Mentrestant, en Ruffy i els altres arriben al bosc del mar, reunint-se amb Jinbe, Franky, Den, Nami i Kayme. Després de les presentacions i superat el xoc de tothom en veure Shirahoshi fora de les parets de la torre, Jinbe confessa que és el responsable de les accions que van realitzar els pirates d'Arlong al mar de l'Est. | |                        |                            |
| 539 | Revivint el passat! La Nami i els pirates tritó! Yomigaeru innen! Nami to gyojin kaizoku-dan! (蘇る因縁! ナミと魚人海賊団!)                                  | 18 de març de 2012     | -                          |
| Mentre Robin continuar explorant el bosc marí i els soldats fugen del Palau del Drac per reunir-se amb els prínceps de tota l'illa, els nous pirates pescadors obliguen els habitants de la ciutat a practicar fumar-e a la imatge de la reina Otohime. Els prínceps arriben al districte dels molins al nord on es troba Sbam i s'adonen del que està passant. Mentrestant, Caribou aprofita la confusió per continuar segrestant sirenes i planeja segrestar Shirahoshi. Mentrestant, al bosc del mar, Sanji explica a Jinbe que la Nami ha patit molt Arlong. La Nami diu que, tot i que no tenia intenció de perdonar a Arlong, abans d'arribar al Sabaody dos anys abans no tenia ni idea que els peixos havien estat perseguits, incapaços de creure's als seus ulls quan es va adonar que Arlong Park estava construït segons el model de Sabaody Park, el somni ocult d'Arlong i dels altres. Hacchan i Den expliquen que en el passat els peixos eren considerats peixos comuns i, malgrat el reconeixement de Barbablanca al govern mundial i la protecció de l'illa, molts humans encara els menyspreen. Jinbe comença així a parlar d'Otohime i Fisher Tiger, les dues persones que van intentar revolucionar les relacions entre humans i homes peixos de maneres diferents. | |                        |                            |
| 540 | L'heroi alliberador d'esclaus! L'aventura d'en Tiger! Dorei kaihō no eiyū - Bōkenka Taigā (奴隷解放の英雄 冒険家タイガー)                                    | 25 de març de 2012     | -                          |
| Jinbe explica quan, setze anys abans, la reina Otohime es va esforçar molt per reconciliar homes-peixos i humans recollint signatures de la població per demanar al proper Reverie que visqués a la superfície amb humans. Mentrestant, amb la marxa de Tigre, els habitants del barri Fishman havien pres camins diferents: alguns com Jinbe s'havien unit a l'exèrcit de Neptú i altres com Arlong havien format bandes de proscrits que caçaven humans a l'illa. Un dia, Tiger va tornar dient-li a Neptú i a Otohime que volia alliberar els esclaus. Tiger va escalar la línia vermella i va calar foc a Marijoa, alliberant milers d'esclaus de totes les races. Considerat perillós a tot el món, amb el seu carisma va reunir els habitants del barri dels homes peixos i els esclaus alliberats, marcant-los tots per no fer distincions i formant els Pirates del Sol. | |                        |                            |
| 541 | En Kizaru apareix! Una trampa dirigida a en Tiger! Kizaru tōjō! Taigā o nerau wana! (黄猿登場! タイガーを狙う罠)                                             | 1 d'abril de 2012      | -                          |
| Jinbe continuar explicant sobre Otohime i Fisher Tiger. Mentre la reina estava desesperada per recollir signatures per a la seva proposta, els pirates del Sol es van fer un nom arribant a les orelles del vicealmirall Kizaru. Tres anys després de l'atac de Tigre contra Marijoa, la tripulació es va troba amb Koala Koala, una ex-esclava que va escapar del Nobles del món dracs celestials, però va acabar lluny de casa. Tiger va decidir portar-la a la seva illa, però, juntament amb els altres, aviat es va adonar que el nen, traumatitzat pel seu passat, encara es comportava com un esclau, sense plorar ni queixar-se mai. Tiger va decidir llavors cobrir la seva marca amb el símbol del pirata Sun mostrant-li com eren diferents dels Dragons Celestials i recordant a tothom que no són assassins ni venjadors. Koala va esclatar així en un crit alliberador. | |                        |                            |
| 542 | Es forma l'equip! Rescatant en Chopper! (Nota: Especial Crossover One Piece i Toriko) Chīmu kessei! Choppā o sukue (チーム結成! チョッパーを救え)            | 8 d'abril de 2012      | -                          |
| (no extret del manga) | |                        |                            |
| 543 | Els últims moments de l'heroi! L'impacte de la veritat d'en Tiger! Eiyū no saigo - Taigā shōgeki no shinjitsu (英雄の最期 タイガー衝撃の真実)                | 15 d'abril de 2012     | -                          |
| Els pirates del Sol, després de diverses vicissituds, van trobar una posició Etern Pose per a l'illa natal de Koala. Durant el viatge, en preguntar-li a la nena, Jinbe es va adonar que la font de l'odi dels humans cap a elles era probablement la por del desconegut i es va començar a preguntar si la reina Otohime no tenia raó. En arribar a l'illa, Koala, que ara era un nen normal, va agrair als pirates dient que li diria al seu poble que hi ha bons homes peixos. Acompanyada de Tiger, es va reunir amb la seva mare, però a la tornada, el peix-home es va trobar envoltat per la Marina dirigida per l'aleshores contralmirall Strawberry. La marina va explicar que els van avisar de l'arribada de Tigre a l'illa i van obtenir la cooperació de la població a canvi de ignorar la presència d'un ex-esclau com Koala a l'illa. Mentrestant, els vaixells de la Marina van atacar el vaixell dels pirates solars i el van enfonsar. Al final de la batalla, Jinbe va aconseguir rescatar Tiger i portar-lo a un vaixell de la Marina capturat per Arlong. En un intent de salvar-li la vida, el metge pirata Aladin va intentar donar al capità una transfusió fent servir la sang del vaixell, l'única compatible, però va rebutjar-la, sense voler ser salvat de la sang humana. Tiger va confessar entre llàgrimes que, en el passat, era un esclau i que creia que la idea d'Otohime era la correcta, però que no podia estimar els humans pel que li havien fet, i després va morir. | |                        |                            |
| 544 | Els pirates se separen! En Jinbe contra l'Arlong! Kaizoku-dan bunretsu - Jinbē VS Āron (海賊団分裂 ジンベエVSアーロン)                                       | 22 d'abril de 2012     | -                          |
| Arlong, commocionat per la mort del capità, va tornar a l'illa de Koala amb la intenció de matar a tots els habitants, però va ser capturat pel vicealmirall Kizaru. Quan va ser interrogat, el pirata va mentir sobre la desaparició de Fisher Tiger afirmant que va morir per una transfusió negada per humans. Mentrestant, Jinbe es va convertir en el nou capità dels pirates del Sol, amb el sobrenom de "El cavaller del mar", i va escriure a la família reial per informar-los del que realment va passar amb Tiger. A l'illa Fish-Man, tot i els esforços d'Otohime, la situació semblava empitjorar i fins i tot aquells que havien optat per signar per la causa de la reina van exigir que es retirés la seva signatura. Mentrestant, Jinbe va rebre la proposta d'unir-se a la Flota de 7 i va acordar obtenir indults per als ex-esclaus de la seva tripulació i millorar la relació dels homes-peixos amb el govern mundial. Arlong també va ser alliberat per Impel Down, però es va negar a seguir Jinbe. Va advertir a Jinbe que, si no el matava, desencadenaria la seva ira contra els humans, però Jinbe no tenia ganes de prendre la vida d'un vell amic seu. Arlong va reconstituir així els pirates d'Arlong i també els pirates of Macro van deixar els pirates del Sol. | |                        |                            |
| 545 | L'Illa dels Tritons s'estremeix! El naufragi d'un Drac Celestial! Yureru gyojin-tō! Hyōchakushita Tenryūbito (揺れる魚人島! 漂着した天竜人)                  | 29 d'abril de 2012     | -                          |
| Els ex-esclaus que formaven part dels pirates del Sol van tornar finalment a casa gràcies a l'entrada de Jinbe a la Flota del 7. Alguns, però, com Aladdin, van decidir quedar-se a la tripulació. Un dia, a l'illa dels homes-peixos, va naufragar la nau del drac celestial Sant Miosgard. El Noble Mundial s'havia dirigit cap a l'illa Fish-Man en un intent de capturar els seus esclaus fugits, però el seu vaixell va ser atacat per monstres marins i va ser l'únic supervivent. Miosgard va lladrar als espectadors perquè el curessin i li portessin una màscara per no respirar el seu propi aire i va ordenar als seus ex-esclaus que tornessin amb ell a la superfície. Aquest últim, però, ple de rancor, va planejar matar-lo tapant l'assumpte com un accident gràcies a l'ajut de la població. Otohime, arribat al lloc, va intervenir salvant la vida del Drac Celestial, i després va convèncer els presents de no matar-lo. Miosgard va aprofitar-ho per prendre a la reina com a ostatge, però això va provocar el despertar del poder de Shirahoshi: es van recordar nombrosos Reis del Mar fent que el noble es desmayés en general, consternat. Vander Decken, present al lloc, va reconèixer el llegendari poder de les princeses sirena buscades pels seus avantpassats i va decidir que s'havia de casar amb Shirahoshi per controlar-la. Els Reis del Mar van desaparèixer tan aviat com havien arribat i Aladí va decidir curar el Drac Celestial a petició de la Reina. Unes setmanes més tard, Miosgard es preparava per sortir de l'illa, curat i amb un nou vaixell, amenaçant els homes de peix amb assenyalar-li una pistola; Otohime va decidir anar amb ell per parlar del seu projecte als nobles del món malgrat les opinions contràries de tots. | |                        |                            |
| 546 | Una tragedia inesperada! La bala assessina que acaba amb el futur! Totsuzen no higeki! Mirai o tozasu kyōdan (突然の悲劇! 未来を閉ざす凶弾)                  | 6 de maig de 2012      | -                          |
| Una setmana després de la seva sortida, Otohime va tornar a l'illa Fish-Man amb una carta signada per un drac celestial que donava suport a la petició de la reina. Els habitants, tot i no confiar en els humans, van decidir confiar en el seu sobirà i van començar a dipositar nombroses signatures per a la petició. Mentrestant, Otohime va explicar als prínceps el poder de Shirahoshi per controlar els Reis del Mar i els va demanar que protegissin la seva germana perquè no utilitzés sense voler el seu poder destruint l'illa després d'un xoc. Temps després, algú va incendiar les caixes que contenien els fulls de signatura i, en el caos que va seguir, Otohime va ser atropellat per una bala. Mentre els prínceps es precipitaven cap a la seva mare, Vander Decken va aprofitar per tocar Shirahoshi i memoritzar-la com a objectiu. Fukaboshi va jurar venjar-se de la seva mare, però ella li va demanar que no guardés rancúnia contra l'assassí. La princesa sirena, en veure la seva mare moribunda, va començar a convocar els Reis del Mar, però els prínceps Ryuuboshi i Manboshi, entre llàgrimes, la van distreure amb els divertits comportaments que després serien la seva característica. Fukaboshi va assegurar a la mare que protegiran la seva germana i recolliran de nou les signatures, i després, després d'ajuntar el dit petit amb el dels nens, tal com feia per segellar totes les promeses, Otohime va morir. | |                        |                            |
| 547 | Retornant al present! En Hody es mobilitza! Futatabi genzai e! Ugokidasu Hōdi (再び現在へ! 動き出すホーディ)                                                 | 13 de maig de 2012     | -                          |
| Hody va trobar l'assassí de la reina Otohime i el va matar. Jinbe es va precipitar al lloc dels fets i, en trobar que era un pirata humà, va ordenar amagar el cos per evitar que la població es veiés afectada. Hody el va ignorar i va mostrar el pirata a la població causant desconcert general. Neptú es va tancar a la torre Kokaku per desfer la seva ira. Uns dies més tard, va sortir, tranquil·litzant-se finalment, per assistir al funeral de la seva dona. Shirahoshi li va dir que continuava rebent cartes de Vander Decken i que el rei va ordenar als seus fills que estiguessin segurs al castell. Durant el funeral de la reina, Fukaboshi va parlar amb la població mitjançant un monitor i va dir que tenia la intenció de continuar el projecte de la seva mare recollint signatures des de zero i esperant el temps suficient perquè la gent estigués disposada a tornar a emigrar. Jinbe acaba de dir-li i li demana perdó a la Nami, llesta per assumir totes les responsabilitats, però la noia li diu que només odia a Arlong i que no té rancor cap als homes-peixos. Els presents s'adonen que en Ruffy dormia i, despertats, s'adonen que no ha sentit res. Jinbe fa balanç de la situació i Hachi adverteix a tothom que l'objectiu de Hody no és només evitar la migració de la població. En aquest moment, un orador slug comença a projectar un missatge d'Hody. | |                        |                            |
| 548 | El regne tremola! L'ordre d'execució del rei Neptú! Ōkoku gekishin - Nepuchūn shokei shirei (王国激震 ネプチューン処刑指令)                                  | 20 de maig de 2012     | -                          |
| Hody comença el seu discurs anunciant que qualsevol home de peixos simpàtic haurà de deixar l'illa o ser perseguit com a traïdor. Després anuncia que en tres hores executarà el rei Neptú i que matarà a tothom que signés la petició de la reina Otohime. Finalment, el peix-home es dirigeix a en Ruffy, mostrant-li que ha capturat Usopp, Zoro i Brook i declarant que vol fer exemples ofegant-los. Mentre Robin es pregunta sobre la identitat de l'autor dels escrits de Poignee Griffe al bosc marí, Jinbe impedeix que Shirahoshi i Ruffy s'afanyin al rescat dels seus éssers estimats. L'ex membre de la Flota dels 7 explica que l'objectiu real d'Hody és matar Shirahoshi perquè no pugui utilitzar la seva capacitat per convocar els Reis del Mar i que no és el cas que un humà derroti a Jones, ja que això alienaria encara humans i homes-peixos. En Ruffy, però, insisteix a anar i Jinbe es veu obligat a enfrontar-se amb ell. | |                        |                            |
| 549 | El terra tremola! En Ruffy contra en Jinbei! Shōjita kiretsu! Rufi VS Jinbē (生じた亀裂! ルフィVSジンベエ)                                                   | 27 de maig de 2012     | -                          |
| Al Palau del Drac, Brook demostra que ha après a separar l'ànima del cos, adquirint així la capacitat de passar per les parets. En Ruffy i en Jinbe, mentrestant, comencen a lluitar, però són interromputs per Robin, que al seu torn demostra ser capaç de fer que tot el seu cos "floreixi" també. A la ciutat dels molins, els prínceps derroten i capturen Sbam i els seus sequaços, dirigint-se després cap a la plaça Gyoncorde per aturar l'execució del seu pare. Hody, després d'haver pres altres drogues per resistir el dolor de la ferida que li va causar Zoro, ell també va amb tots els seus homes a la plaça. Mentrestant, Brook troba a Pappagu i li demana que porti una espasa a Zoro perquè puguin alliberar-se, però el seu aspecte fantasmagòric aterra l'estrella de mar. Al bosc marí, Sanji explica a Jinbe els seus motius per lluitar contra Hody i els seus homes, però el Fishman encara està en contra. | |                        |                            |
| 550 | L'accident d'en Hody! El vertader poder de la droga maleïda! Hōdi no ihen! Kyōyaku no shin no chikara (ホーディの異変! 凶薬の真の力)                         | 3 de juny de 2012      | -                          |
| A les diverses zones de l'illa, els oficials de Hody mostren la seva força derrotant a aquells que s'hi oposen i es dirigeixen cap a la plaça Gyoncorde. Mentrestant, al bosc marí, Jinbe i Ruffy continuen discutint sobre qui hauria d'actuar. Mentrestant, els prínceps discuteixen què passa i continuen dirigint-se cap a la plaça. Al mateix temps, Hody, que ha seguit prenent drogues per resistir el dolor de la ferida que li va causar Zoro, se sotmet a una metamorfosi a causa d'una sobredosi. | |                        |                            |
| 551 | Comença la batalla a la plaça Gyoncordia! Kessen hajimaru - Gyonkorudo hiroba (決戦始まる ギョンコルド広場)                                                  | 10 de juny de 2012     | -                          |
| Al barri Fish-Man, Vander Decken està desesperat pel rebuig de Shirahoshi i afirma que té una idea per acabar amb la princesa i el barret de palla. Mentrestant, Hody i els seus homes arriben a la plaça Gyoncorde, derrotant els soldats que intenten aturar-los gràcies a l'ajuda dels monstres marins esclavitzats per ells. Al bosc marí, Jinbe, Shirahoshi i Megalo marxen cap a la plaça sense que ningú els aturi. Els prínceps arriben al lloc d'execució i derroten els monstres marins, però els oficials de Hody, després d'enfrontar-se als esteroides energètics, els derroten fàcilment. | |                        |                            |
| 552 | Una impactant confessió! La veritat sobre l'asessinat de la Otohime! Shōgeki no kokuhaku - Otohime ansatsu no shinjitsu (衝撃の告白 オトヒメ暗殺の真実)      | 17 de juny de 2012     | -                          |
| Shirahoshi cau en una trampa establerta pels subordinats de Hody i queda atrapat amb Jinbe i Megalo. Els tres són encadenats i portats a la plaça Gyoncorde, on, mentrestant, els tres prínceps han estat encadenats al costat del rei Neptú. 70.000 homes peixos i 30.000 esclaus humans es reuneixen a la plaça disposats a lluitar per Hody contra qualsevol que el vulgui desafiar. Madame Shirley, que ha vingut junt amb molts altres habitants, li diu a Hody que, segons la seva premonició, no serà ell qui causarà la destrucció de l'illa Fish-Man. El pirata, enfurismat, la colpeja responent que fins i tot el nom del germà de la sirena, Arlong, ja no li serveix perquè creu que és l'únic destinat a destruir i reconstruir el regne insular. En un frenesí de poder, Hody revela que és el veritable assassí de la reina Otohime enganyant a tothom i iniciant el seu pla. Quan, doncs, es dirigeix a Shirahoshi per torturar-la amb l'amarga veritat, la sirena respon que ja ho sap. Mentrestant, Vander Decken toca el gegant Noah Ark al barri Fish-Man i comença a llançar-lo contra Shirahoshi per escombrar-lo junt amb tota l'illa. | |                        |                            |
| 553 | Les llàgrimes de la Shirahoshi! En Ruffy arriba al camp de batalla! Shirahoshi no namida! Rufi tsuini tōjō (しらほしの涙! ルフィ遂に登場)                    | 24 de juny de 2012     | -                          |
| Shirahoshi revela que va sentir parlar d'Hody de Megalo, que el va veure disparar a Otohime, però no va dir res perquè, en cas contrari, la gent odiaria l'home peix en contravenció de l'últim desig de la reina de no odiar el seu assassí. Hody es burla de la princesa sirena dient-li que, en fer-ho, li ha permès dur a terme el seu cop d'estat i es prepara per executar Neptú. La gent, que mira des de dalt, ara desesperada, es troba reclamant l'arribada de Barret de Palla preferint la destrucció de l'illa predita per Madame Shirley al regnat d'Hody. Quan l'home-peix està a punt d'executar el rei, Shirahoshi demana ajuda a en Ruffy, que és vomitat per Megalo i expulsa Hody. La resta de la tripulació arriba amb els Thousand Sunny mentre Nami i Robin, gràcies a les seves habilitats, recuperen la carta dels Dragons Celestials i alliberen Jinbe, Megalo i la família reial. Whally rescata els prínceps i el rei mentre la població pregunta al Barret de Palla si és amic o enemic. En Ruffy respon que hauran de decidir-se. | |                        |                            |
| 554 | Un gran enfrontament! Els barret de palla contra els 100.000 enemics! Dai gekitotsu! Mugiwara ichimi VS jūman no teki (大激突! 麦わら一味VS10万の敵)         | 1 de juliol de 2012    | -                          |
| Jinbe explica que ha acordat un pla amb en Ruffy, perquè pugui recuperar la carta dels Dragons Celestials i rescatar la família reial abans de començar els combats. Per tant, mentre Jinbe era capturat per fer arribar a ell i Megalo (amb en Ruffy, la Nami i la Robin a la boca) a la plaça, els altres anirien a recuperar els tripulants empresonats, mentrestant alliberats gràcies a l'ajut de Pappagu. En l'actualitat, Jinbe i la tripulació del barret de palla elogien la valentia de Shirahoshi, que va ser capaç de mantenir rancúnia contra Hody i els humans, però són interromputs per Hody, que revela que vol exterminar els participants de la somia per inculcar terror als humans i demostrar la superioritat de la seva raça esdevé també el rei dels pirates. Tots els cent mil fora de la llei al servei de Hody assalten contra la tripulació, però en Ruffy utilitza l'Ambition Haou-shoku, deixant fora la meitat dels atacants amb sorpresa i desconcert general. Desdenyat per les afirmacions de Hody, Barret de Palla afirma que serà el rei pirata. | |                        |                            |
| 555 | Apareixen les noves habilitats! En Zoro i en Sanji a l'atac! Ōwaza sakuretsu! Zoro Sanji shutsugeki! (大技炸裂! ゾロ・サンジ出撃!)                           | 8 de juliol de 2012    | -                          |
| La tripulació comença a lluitar amb els 50.000 enemics restants. Franky proposa experimentar amb les dues noves armes secretes de Sunny i arriba a bord amb Nami, Usopp i Chopper. Jinbe defensa Shirahoshi i aconsegueix contrarestar fàcilment els atacs a distància de Hody. Zoro i Sanji mostren els resultats del seu entrenament: l'espadachí llança una versió millorada del Dragon Tornado que crea un autèntic tornado de talls que continua movent-se i colpejant fàcilment els enemics tallant fins i tot l'acer i aixafant les closques de ferro de l'equip. ; el cuiner demostra haver après a volar com va fer el CP9 amb el Geppou esquivant els atacs de l'equip de eriçons i colpejant els enemics que volaven cap a Shirahoshi mitjançant bombolles. En Ruffy, per la seva banda, es prepara per enfrontar-se a Hody. | |                        |                            |
| 556 | La seva primera aparició! L'arma secreta del Sunny Hatsu hirō! Sanī-gō no himitsu heiki! (初披露! サニー号の秘密兵器!)                                       | 15 de juliol de 2012   | -                          |
| Mentre que Brook i Robin mostren noves tècniques vencent als seus oponents, Franky mostra a Nami, Usopp, Chopper i Pappagu que ha modificat el sistema de moll soldat. El número 5 i el 6 s'han afegit en lloc del 0 i s'han inserit dues noves armes al 4, abans buides, i al 5. El cyborg surt del número 4 muntant una bicicleta blindada que s'assembla a un rinoceront que aclapara els enemics. Els altres surten en un tanc semblant a un dinosaure disparant als enemics. Sense respecte, Hody recorda el Kraken Seppy i li ordena matar els seus enemics, però el monstre topa amb en Ruffy que el convenç de passar al seu costat i li demana que protegeixi Shirahoshi. | |                        |                            |
| 557 | Iron pirate! Apareix el Franky Shogun! Aian pairētsu! Furankī Shōgun tōjō (鉄の海賊! フランキー将軍登場)                                                     | 29 de juliol de 2012   | -                          |
| Daruma comença a cavar túnels sota la plaça provocant que el terra es col·lapsi sota el tanc dirigit per Chopper. Franky també hi acaba, però aprofita per combinar els dos en un robot monoplaça amb el qual comença a lluitar. Usopp, Chopper i Nami, deixats de banda, comencen a lluitar per separat: el navegador llança el nou art de la bruixeria Clima-Tact, Usopp utilitza els Pop Greens i Chopper elimina Daruma del terra amb el nou Horn Point. Hody amenaça el Kraken amb la mort dels seus germans al pol nord i el monstre es veu obligat a obeir-lo aixafant Shirahoshi, però en Ruffy li assegura que els ajudarà a protegir-los i Seppy torna a defensar-la. El barret de palla va enfurismat contra Hody i, mentre Zoro i Sanji mantenen ocupats a Sbam i Ikaros, respectivament, colpeja el peix. Mentrestant, l'Arca de Noè arriba a la vista de l'illa Fish-Man. | |                        |                            |
| 558 | S'apropa el Noah! L'illa dels tritons en perill! Noa sekkin! Gyojin-tō kaimetsu no kiki! (ノア接近! 魚人島壊滅の危機!)                                       | 5 d'agost de 2012      | -                          |
| El rei Neptú està desconcertat sobre com s'ha mogut l'arca de Noè ja que, segons ell, no s'havia de fer fins al "fatídic dia". Mentrestant, a la plaça, en Ruffy lluita contra Hody demostrant ser clarament superior, però el peix-home demostra ser especialment resistent. L'arca arriba per sobre de la plaça despertant el terror de tots; Wadatsumi es llisca de l'arca i cau sobre la plaça mentre Decken, encara sobre ella, proclama que vol destruir tota l'illa per matar Shirahoshi deixant fins i tot a Wadatsumi al seu destí. La princesa sirena surt de la plaça per evitar la catàstrofe fugint cap a l'oceà, perseguit per Decken a l'arca. Hody, enfurismat per la traïció del seu aliat, utilitza una de les cadenes que pengen de l'arca per pujar-hi. En Ruffy també, després de rebre un corall de Jinbe per crear bombolles, es prepara per llançar-se cap a l'arca. | |                        |                            |
| 559 | De pressa Ruffy! La Shirahoshi està en perill! Isoge Rufi! Shirahoshi zettai zetsumei (急げルフィ! しらほし絶対絶命)                                         | 12 d'agost de 2012     | -                          |
| Alguns dels illencs intenten desesperadament desaccelerar l'arca juntant una de les cadenes que pengen del Noè, però no tenen el més mínim efecte i són colpejats per Hody, molest per ells. En Ruffy, mentrestant, és llançat per Sanji sobre una altra de les cadenes, però Shirahoshi, que, a través del conducte que condueix al Palau del Drac, arriba a l'oceà, fa que l'arca també es mogui al mar forçant a en Ruffy. per entrar a una bombolla creada amb corall. Hody arriba al barret de palla i fa esclatar la seva bombolla fent-lo gairebé ofegar, però el noi és salvat per Fukaboshi, que ve a ajudar-lo, que li crea una altra bombolla. Hody munta una fulla a l'aleta dorsal i intenta colpejar-los. Decken, rebutjat per enèsima vegada per Shirahoshi, intenta matar-la, però és detingut per Ryuuboshi i Manboshi, que han arribat per protegir la seva germana. Els dos merfolk suggereixen a la princesa sirena que es dirigeixi cap amunt per evitar que l'arca es faci malbé, tal com el seu pare vol, tapant la seva fugida. Fukaboshi i Ruffy, evitant els atacs d'Hody, s'acosten a l'arca i l'home-peix decideix dirigir-s'hi abans d'enfrontar-se als dos. En Ruffy demana a Fukaboshi que el porti allà, però el merfolk li diu que té un pla millor. A l'arca, Decken s'uneix a Hody que el clava amb el seu trident intentant matar-lo. | |                        |                            |
| 560 | Comença la batalla! En Ruffy contra en Hody! Sentō kaishi! Rufi VS Hōdi! (戦闘開始! ルフィVSホーディ!)                                                       | 19 d'agost de 2012     | -                          |
| Hody derrota Decken i el deixa morir a l'arca, de manera que, amb la seva mort, Noah corre a l'illa, matant a la tripulació del Barret de Palla, però estalviant el Districte Fish-Man. Després es dirigeix a Shirahoshi per matar-la, però és detingut per en Ruffy, que ha arribat amb Fukaboshi. Mentrestant, a la plaça, Zeo enganya a Wadatsumi perquè lluiti per ells i li dona un esteroide energètic. L'Umibozu derrota el Kraken, però és detingut per Jinbe a qui s'uneix Sanji. Mentrestant, Hyozo pateix, com Hody, una sobredosi d'esteroide energètic i comença a atacar a l'atzar a qui té al davant. Quan està a punt de colpejar a Robin, Zoro s'interposa en el camí i evita el cop, encantat d'haver trobat un oponent digne de ser un "New World Warmup". Mentrestant, a sobre de l'illa, Hody es burla de Ruffy afirmant que no podrà protegir res, però el noi respon que s'ha entrenat aquests dos anys per protegir tot el que li importa. | |                        |                            |
| 561 | Gran batalla! La banda dels barret de palla contra els nous pirates tritons! Dai-ransen! Ichimi VS Shin gyojin kaizoku-dan! (大乱戦! 一味VS新魚人海賊団!)    | 26 d'agost de 2012     | -                          |
| A la plaça Gyoncorde, Nami és objectiu de Zeo i Ikaros, però Brook i Franky intervenen per ajudar-la i començar a enfrontar-se als dos homes-peixos. Mentrestant, unint forces, Usopp i Chopper expulsen els túnels de Daruma. Aquest darrer és llavors enfrontat pel franctirador mentre els rens tracten amb Sbam. Mentrestant, a sobre de l'illa, Ryuuboshi i Manboshi endevinen el pla d'Hody i intenten advertir la seva germana. Hody intenta aturar-los, però Shirahoshi finalment sent la seva veu i comença a moure l'arca des de dalt de l'illa. L'home-peix intenta, en aquest moment, aturar-la, dificultat per en Ruffy i els germans merfolk, però, quan el perill sembla haver-se escapat, Decken, en un intent de llançar una destral a Hody, li batega el cap i es desmaia. Entre la satisfacció de l'home peix i el terror dels altres, l'arca comença a caure a l'illa. | |                        |                            |
| 562 | En Ruffy és derrotat? L'hora de la revenja d'en Hody! Rufi haiboku!? Hōdi fukushū no toki (ルフィ敗北!? ホーディ復讐の時)                                    | 2 de setembre de 2012  | -                          |
| En Ruffy diu que vol destruir l'arca per evitar que devasti l'illa, però Fukaboshi li demana que no ho faci. Shirahoshi corre a l'arca per intentar aturar-la i Hody aprofita per intentar matar-la. Manboshi s'interposa en la protecció de la seva germana i, quan l'home dels peixos intenta colpejar-la de nou, en Ruffy intenta aturar-lo: Hody el mossega violentament a l'espatlla i el colpeja com a resposta llançant-lo a l'arca. Quan intenta acostar-se per portar-hi la baralla, l'home dels peixos percep les seves intencions i destrueix la bombolla que tanca l'arca deixant sortir l'aire. Una vegada més lluitant per estar sota l'aigua, en Ruffy és salvat per Fukaboshi que l'empeny i se li pregunta furiós a Hody què li han fet els humans per sentir un rancor tan gran. El príncep queda sorprès davant la resposta de l'home peix que aprofita per colpejar-lo i llençar-lo. Shirahoshi, segons les instruccions del seu germà, porta en Ruffy a prop de l'arca. Barret de palla rep una comunicació del tanc aeri de l'illa on alguns soldats estan preparats per llançar una bombolla d'aire gegant sobre l'arca per permetre-li lluitar contra Hody segons el pla ideat per Fukaboshi anteriorment. Mentre l'home peix es prepara per atacar-los, en Ruffy rep una comunicació del propi príncep que li diu que ha descobert la veritable naturalesa d'Hody. | |                        |                            |
| 563 | La veritat impactant! La verdadera identitat d'en Hody! Shōgeki no jijitsu! Hōdi no shōtai! (衝撃の事実! ホーディの正体!)                                    | 9 de setembre de 2012  | -                          |
| Abans que l'arca comenci a caure, mentre els combats continuen a la plaça, el ministre de la dreta arriba al lloc amb els soldats supervivents i se li explica el que està passant, i després ordena als seus homes que ajudin els pirates del Barret de Palla. Jinbe demana a Robin que alliberi els esclaus humans, ja que no pot suportar veure com els peixos es comporten com els Dragons Celestials. La pirata, amb els seus poders, compleix fàcilment la tasca, per tant, derrota fàcilment a Hammond demostrant que sap fer brotar tot el seu cos. Mentrestant, els esclaus alliberats comencen a lluitar contra els seus esclavistes. Per recomanació del ministre d'esquerres, procedent de Neptú, els soldats del tanc aeri alarmen tota l'illa que l'arca cau a través d'una posta global. El ministre de la dreta, abans d'unir-se als combats, demana a tots els ciutadans presents a la plaça que fugin, però decideixen quedar-se per mostrar el seu suport als que protegeixen l'illa. La següent conversa amb en Ruffy sobre la bombolla d'aire també s'emet a tota l'illa, després la de Fukaboshi. El príncep revela que Hody i els seus aliats són monstres creats pel ressentiment cap als humans, que no busquen la pau, sinó només la sang. De fet, el peix-home li va dir que els humans no li van fer res. | |                        |                            |
| 564 | A zero! El desig apassionat d'en Ruffy! Zero ni! Rufi e no atsuki negai! (ゼロに! ルフィへの熱き願い!)                                                       | 16 de setembre de 2012 | -                          |
| En un flashback, es mostren els esdeveniments que van portar Hody i els seus aliats a convertir-se en els monstres que són ara, sobretot la influència negativa d'Arlong. En l'actualitat, Fukaboshi està desesperat per no haver-se adonat del que estava passant al districte dels homes dels peixos, i així es va adonar dels pitjors temors de la seva mare que, segons ell, va ser assassinat pel mateix rancor de l'illa. Aleshores demana a en Ruffy que esborri aquest passat i els seus fantasmes reiniciant l'illa des de zero. Mentre la gegantina bombolla d'aire preparada es llença des del tanc d'aire i embolcalla l'arca, en Ruffy li assegura que se n'encarregarà, i després li demana a Shirahoshi que s'escapi per evitar ser ferit per l'imminent enfrontament amb Hody. Mentrestant, a la plaça, Chopper desencadena el seu nou Heavy Point que, a hores d'ara, ni tan sols sembla una forma humana, afirmant que ja no li interessa fer-se humà per tenir amics perquè ja té i, per tant, vol ser un monstre que ajudi a en Ruffy. | |                        |                            |
| 565 | El cop de tot el cos d'en Ruffy! L'explosió del falcó vermell! Rufi konshin no ichigeki! Reddo Hōku sakuretsu (ルフィ渾身の一撃! 火拳銃炸裂)                 | 23 de setembre de 2012 | -                          |
| Brook xoca amb Zeo atacant-lo amb la nova espasa que li va donar la tribu Longbraciana, l'Ànima sòlida, amb propietats gelades. L'home-peix respon amb l'ús de camuflatge i una cadena amb la qual decapita l'esquelet, però Brook demostra que el pot tornar a connectar amb l'ànima. Mentrestant, en Ruffy, llançant una nova tècnica Gear Second combinada amb l'Ambition Busou-shoku, el Falcó Vermell, colpeja Hody una vegada més llançant-lo sobre l'arca. Quan els altres homes peixos comencen a témer la derrota i la mort per la caiguda de l'arca, Zeus comença a atacar els desertors afirmant que fins i tot la mort és una venjança; Brook s'interposa en el camí afirmant amb ràbia que parla de tonteries perquè no sap què és realment la mort. Usopp, xocant amb Daruma, li diu que el guanyarà en tres moviments mentre Chopper, ingerint una sola Rumble Ball, demostra que és capaç de controlar el Monster Point. Sanji i Jinbe diuen que estan preparats per deixar definitivament fora de combat a Wadatsumi mentre Zoro s'allunya d'Hyozo després de destruir les seves espases; el pop, però, es prepara per atacar-lo per darrere amb els seus tentacles verinosos. En Ruffy arriba a l'arca mentre Hody ingereix una altra dosi massiva d'esteroide energètic i s'aixeca. | |                        |                            |
| 566 | Conclusió final! L'última batalla d'en Hody! Tsui ni ketchaku! Hōdi saishū kessen (ついに決着! ホーディ最終決戦)                                             | 30 de setembre de 2012 | -                          |
| En Ruffy i en Hody continuen la seva lluita contra Noah. L'home peix demostra una resistència i una força que semblen inesgotables i que semblen posar en dificultat a en Ruffy. Aquest últim, però, fent servir l'Ambition combinat amb el Tercer Gear, colpeja l'adversari amb l'Elephant Gatling que el posa definitivament a la catifa. Mentrestant, a la plaça, Jinbe i la resta de la tripulació, desencadenant noves tècniques poderoses, derroten a tots els oficials de Hody i Wadatsumi amb relativa facilitat. Mentrestant, en Ruffy continua colpejant l'Arca amb l'Elefant Gatling per destruir-lo i acabar amb el seu accident cap a l'illa. | |                        |                            |
| 567 | Para Noah! Metralladora d'elefants a la desesperació! Tomare Noa! Kesshi no Erefanto Gatoringu! (止まれノア! 決死の象銃乱打!)                                | 7 d'octubre de 2012    | -                          |
| Mentre es troba a l'illa, amb la derrota dels oficials d'Hody i la fugida dels altres pirates, la batalla ja està guanyada, en Ruffy continua colpejant, amb l'Elephant Gatling, l'arca per destruir-la. Molts habitants decideixen confiar en ell i no fugir de l'illa perquè alguns, analitzant els seus fets, recorden com en Barbablanca, vint anys abans, havia defensat l'illa en nom de la seva amistat amb el rei Neptú. Quan l'arca s'acosta a l'illa, Shirahoshi convoca involuntàriament els Reis del Mar que detenen el Noè, sense que en Ruffy el destrueixi completament. El noi respira alleujat i passa de les ferides mentre els Reis del Mar expliquen el seu poder a Shirahoshi. | |                        |                            |
| 568 | Cap al futur! El camí cap al sol! Mirai e! Taiyō e to tsuzuku michi! (未来へ! タイヨウへと続く道!)                                                           | 14 d'octubre de 2012   | -                          |
| Els Reis del Mar expliquen a Shirahoshi que, des del dia que va néixer, sabien que seria la seva reina: les criatures també li expliquen que, només cada pocs segles, neix una sirena amb aquest poder i que Noè era dissenyat específicament per ser portat pels Reis del Mar. Després que Shirahoshi vagi a rescatar a en Ruffy, encara inconscient després de la baralla amb Hody, els Reis del Mar recorden que només un altre home abans que el noi de goma demostrés ser capaç d'escoltar la seva veu, Gol D. Roger, i deixeu el Noé fora del bosc marí amb l'esperança que es pugui reparar abans d'un esdeveniment concret. Mentrestant, els guàrdies del palau informen que els tresors de la família reial han estat robats, però que les sirenes que es creu segrestades per la tripulació del Barret de Palla s'han trobat sans i estalvis, netejant en Ruffy. El rei Neptú ordena que es difongui immediatament la notícia de la innocència de la tripulació mentre, mentrestant, els prínceps capturen Hody i Vander Decken, així com els altres membres dels New Fishman Pirates. Shirahoshi porta en Ruffy a la plaça: Chopper afirma que el capità té una necessitat absoluta de sang i, tot i que diversos habitants tenen el mateix grup sanguini que en Ruffy, a causa de la llei antitransfusió, dubten. Jinbe, agraït a la tripulació, s'ofereix com a donant: tan bon punt en Ruffy es desperta, demana al peix-home que s'uneixi a la seva tripulació. | |                        |                            |
| 569 | El secret revelat! La veritat de les Armes Ancestrals! Akasareta himitsu - Kodai Heiki no shinjitsu (明かされた秘密 古代兵器の真実)                          | 21 d'octubre de 2012   | -                          |
| El rei Neptú decideix alliberar els esclaus humans de Hody, que es dirigeixen immediatament al Nou Món, i portar els homes-peixos contractats pel pirata al seu exèrcit, tancant el districte dels homes-peixos. Vander Decken, Hody i els seus oficials estan tancats a les cel·les reials mentre Wadatsumi és bandejat de l'illa ja que, per la seva mida, no pot ser empresonat. Mentrestant, Jinbe rebutja la proposta d'en Ruffy, ja que diu que té una tasca a complir, però que, si en el futur encara el volen com a acompanyant, estarà encantat d'acompanyar-s'hi. Al palau se celebra un grandiós banquet en honor de la tripulació, que també inclou Jinbe, Kayme, Pappagu i Hacchan, així com les sirenes acabades d'alliberar. Durant la festa, Nico Robin pren el rei Neptú a part per demanar-li aclariments sobre la Poignee Griffe del bosc marí: explicant la història relacionada amb la troballa, Nico Robin i el sobirà arriben a la conclusió que Shirahoshi és l'arma ancestral indicada pel Poignee Griffe de Skypiea, Posidó. | |                        |                            |
| 570 | La tripulació se sorpren! El nou almirall de la flota! Ichimi kyōgaku! Aratanaru Kaigun Gensui! (一味驚愕! 新たなる海軍元帥!)                                | 28 d'octubre de 2012   | -                          |
| Mentre el rei Neptú i Nico Robin continuen parlant del poder de Shirahoshi, Caribou escolta la seva conversa i decideix segrestar la princesa sirena. Mentrestant, al banquet, Jinbe parla amb la tripulació dels canvis mundials que han tingut lloc en els dos anys: Aokiji i Akainu es van enfrontar pel lloc de Gran Almirall, deixat vacant per la renúncia de Sengoku, durant deu dies; al final, va ser Akainu qui va guanyar i, després de prendre possessió de l'oficina, va traslladar la seu de la Marina al lloc del G-1 mentre Aokiji, que no volia sotmetre's a Akainu, va deixar la Marina. A més, amb la mort de Barbablanca, Marshall D. Teach i la seva tripulació van capturar molts dels llegendaris territoris pirates del Nou Món i es diu que estan buscant els poders dels fruits del diable per robar-los als seus amos. En Ruffy, en Sanji i en Zoro, en notar la presència de Caribou, van a la torre de la princesa i el persegueixen. El rei Neptú afirma que, si ho desitgen, poden guardar els tresors robats pel pirata i, per a això, la Nami envia els tres a recuperar-los. Posteriorment, el rei, els prínceps i els ministres són cridats a les presons: els membres dels Nous Pirates Home-Peix, a causa dels efectes secundaris dels esteroides energètics, han envellit de sobte. Mentrestant, el baró Tamago i Pekoms, membres de la tripulació de Big Mom, un dels quatre emperadors, arriben a l'illa per recollir els dolços sol·licitats per l'emperadriu com a preu de la seva protecció, però el ministre d'Esquerra diu que ja no tenen ni un sol dolç per pagar. | |                        |                            |
| 571 | M'encaten els dolços! La yonko Big Mom! Okashi-zuki! Yonkō Biggu Mamu (お菓子好き! 四皇ビッグマム)                                                           | 4 de novembre de 2012  | -                          |
| En Ruffy, en Sanji i en Zoro recuperen els tresors de Caribou, que encara està inconscient a prop de la fàbrica de caramels de l'illa. Els tres pirates es dirigeixen a la fàbrica just quan el ministre d'esquerres està negociant amb Pekoms i el baró Tamago per tenir més temps per preparar els dolços de Big Mom. un altre dels seus subordinats a qui l'illa Fish-Man no pot pagar i anomena Pekoms i Tamago amb una bavosa. En Ruffy respon a la trucada assumint la responsabilitat d'haver menjat els dolços de l'emperadriu i li ofereix els tresors recentment recuperats a canvi. L'emperadriu rebutja rotundament l'oferta; impressionada, però, pel coratge del jove pirata, en qui reconeix el nebot de Garp, el repta a entrar al Nou Món. En Ruffy, en resposta, diu que la derrotarà i prendrà el seu lloc com a protectora de l'illa. | |                        |                            |
| 572 | Territori despiadat! La trampa del Nou Món! Zento tanan - Shin Sekai ni machiukeru wana (前途多難 新世界に待ち受ける罠)                                      | 11 de novembre de 2012 | -                          |
| Jinbe, parlant amb Neptú, revela que els pirates del Sol estan actualment sota la Mare Gran, però que té la intenció de tallar llaços amb l'Emperadriu. Tots dos, confiats en Ruffy, coincideixen que poden confiar en ell per a la supervivència de l'illa. El ministre de la Dreta informa a Neptú que recorda haver posat bombes entre els tresors robats, però, quan en Ruffy torna al palau, descobreixen que els ha donat a Big Mom. Mentrestant, Caribou es recupera i s'adona que ja no en té. tresor amb ell: després de trobar-los en possessió de Pekoms i Tamago, intenta robar-los, però és vençut per un sol grapat de Pekoms. La tripulació d'en Ruffy, després d'assabentar-se de la baralla del capità amb Big Mom, es dirigeix cap al Sunny per marxar. Mentrestant, al Nou Món, Tashigi, ascendit a capità del vaixell, i Smoker, ara vicealmirall del G-5, s'encarreguen dels pirates que acaben d'escapar de l'illa Fish-Man, esperant la tripulació del barret de palla. | |                        |                            |
| 573 | Finalment salpem! Adéu illa dels tritons! Tsui ni shukkō! Sayonara gyojin-tō (ついに出航! さよなら魚人島)                                                    | 18 de novembre de 2012 | -                          |
| Madame Shirley explica a Kayme que va trencar la seva bola de vidre, ja que encara li preocupa la seva predicció sobre en Ruffy i que lamenta haver dubtat d'ell i de la seva tripulació. Mentrestant, els pirates, ja disposats a marxar al Nou Món gràcies als suggeriments de Den a Franky i al nou Log Pose que el ministre d'Esquerra va donar a Nami, reben les salutacions i l'agraïment de tota l'illa. Shirahoshi, aficionada a en Ruffy, promet que, un dia, la tripulació la portarà a visitar un bosc a la superfície mentre s'esforça per créixer i madurar. La tripulació, després d'haver saludat a tota la població i repetir els seus respectius objectius personals, abandona l'illa dels homes-peixos cap al Nou Món al qual en Ruffy està impacient per arribar per tornar a veure a Shanks. | |                        |                            |
| 574 | Cap al Nou Món! Compte amb el mar més fort! Shin Sekai e! Saikyō no umi o mezashite (新世界へ! 最強の海をめざして)                                           | 25 de novembre de 2012 | -                          |
| la navegació submarina continua sense problemes fins que Ruffy i Usopp, en un intent d'atrapar un peix per menjar-lo, fan que el vaixell toqui un corrent poderós anomenat Whitestrom. Després d'uns moments de pànic, la tripulació s'adona que han sortit del corrent gràcies a l'ajut d'un grup de balenes idèntiques a Lovoon; Brook, després d'haver confós inicialment una balena amb cicatrius similars a la del seu amic cetaci amb aquesta, comença a cantar el "licor de Binks" animant tant la tripulació com els animals, que escorten el vaixell a la superfície. Un cop han aparegut i han entrat al Nou Món, la tripulació es troba amb el mal temps i alguns vaixells de la Marina. | |                        |                            |
| 575 | L'ambició d'en Z! Lily, la petita gegant! Zetto no yabō hen - Chiisana kyojin Rirī! (Zの野望編 小さな巨人リリー!)                                            | 2 de desembre de 2012  | -                          |
| (no extret del manga) Els vaixells de la Marina resulten ser un miratge causat per les adverses condicions meteorològiques del mar de Maubeugemour en què va passar la tripulació. Després de sobreviure als nombrosos perills del tram de mar, la tripulació del Barret de Palla descobreix un petit ésser a bord que ha devorat els seus subministraments d'aliments. L'ésser resulta ser Lily, una elegant geganta que menjava la fruita Mini Mini, cosa que li permet augmentar i disminuir de mida. La noia busca el seu pare, el conegut cuiner pirata Panz Fry, que ha estat capturat per la Marina i està a punt de ser portat a Impel Down. Mentrestant, Ain la mà dreta de Z, es posa en contacte amb el seu company Shuzo i li ordena que torni a denunciar. L'home rebutja l'ordre afirmant que vol atacar la Marina i desfer-se de Panz Fry per guanyar-se l'estima de Z. Mentrestant, la tripulació del Barret de Palla decideix ajudar a Lily a salvar el seu pare i es prepara per atacar els vaixells de la Marina arribant. | |                        |                            |
| 576 | L'ambició d'en Z! Apareix un misteriós esquadró! Zetto no yabō hen - Nazo no saikyō gundan tōjō! (Zの野望編 謎の最強軍団登場!)                               | 9 de desembre de 2012  | -                          |
| (no extret del manga) Nami dissenya una estratègia per salvar Panz Fry, amb en Ruffy que hauria de tenir cura, juntament amb Robin, Chopper i Brook, de distreure la Marina. El capità, però, amb moltes ganes de lluitar, s'uneix a Usopp, Zoro, Sanji i Lily que, al Shark Submerge, arriben a la gran bassa que transporta Panz Fry. Zoro i Sanji alliberen el pres, però el vicealmirall Momonga intervé per aturar-los. Poc després, Shuzo ataca, amb els seus homes, tant la Marina com els pirates, llançant a en Ruffy a l'aigua. Mentre Zoro es capbussa per salvar-lo, davant les preguntes de Momonga sobre per què fa tot això, Shuzo proclama el credo de la Neo Navy, format per exterminar els pirates del Nou Món, sota la direcció de Z. Lily es transforma en un gegant per atacar Shuzo sent, però, salvat per Sanji, que atura l'atac directe contra ella. Momonga intervé, reticent a lluitar al costat d'un pirata, però decidida a aturar Shuzo. En Ruffy també, ressorgit amb Zoro, es prepara per enfrontar-se a l'enemic comú. | |                        |                            |
| 577 | L'ambició d'en Z! Una escapada desesperant! Zetto no yabō hen - Kesshi no dai dasshutsu sakusen! (Zの野望編 決死の大脱出作戦!)                               | 16 de desembre de 2012 | -                          |
| (no extret del manga) En Ruffy i en Zoro comencen a lluitar contra Shuzo i Momonga respectivament, mentre que Sanji manté a ratlla als homes de la Neo Marina. Mentrestant, la Nami s'adona que el Thrust Up Stream està a punt d'arribar, un corrent similar al Knock Up Stream, però de mida més petita, tot i que igualment capaç de destruir un vaixell de guerra. Després ordena a Usopp, Robin, Chopper i Brook que tornin a bord del Sunny. Quan el corrent comença a destruir els vaixells de guerra, la Nami utilitza el corrent i el Coup de Burst per allunyar el Sunny de la zona arrossegant el que queda de la bassa amb Panz Fry, Lily, Ruffy, Zoro i Sanji. Shuzo, després d'haver-se desfet dels marins supervivents, persegueix al Sunny, que s'ha refugiat a prop de les roques, i es prepara per atacar-la. | |                        |                            |
| 578 | L'ambició d'en Z! En Ruffy contra en Shuzo! Zetto no yabō hen - Rufi VS Shūzo! (Zの野望編 ルフィVSシューゾ!)                                                 | 23 de desembre de 2012 | -                          |
| (no extret del manga) Els homes de la Neo Navy comencen a llançar els seus minisubmarins atacant kamikaze contra en Ruffy i els altres que, però, aconsegueixen repel·lir-los. Panz Fry i Lily ataquen Shuzo un rere l'altre, però són derrotats fàcilment. Fins i tot en Ruffy, que va intervenir per lluitar contra ell, és eliminat. Lily demana a l'Usopp que el llenci a la boca d'en Shuzo, de manera que pugui fer-se més gran i fer-lo explotar, però el membre de la Neo Marina intueix el truc i l'acaba dins d'en Ruffy. Lily, però, es fa més gran dins del seu cos i el noi de goma s'infla fins a ser un gegant. Utilitzant la força i la velocitat recentment guanyades del Gear Second, en Ruffy derrota fàcilment a Shuzo. Ell i els seus homes estan lligats i la tripulació marxa. Momonga arriba al lloc dels fets poc després, pren Shuzo sota custòdia per enviar-lo a Impel Down, perquè pugui ser jutjat segons la justícia de la Marina. La tripulació del Barret de Palla, mentrestant, després d'haver tastat finalment els plats de Panz Fry, es va separar d'ell i Lily. Mentrestant, Z s'assabenta de l'empresonament de Shuzo als diaris, però no està preocupat, ja que està segur que no revelarà res dels seus plans. | |                        |                            |

## Personatges
Personatges principals de la temporada 15
- Monkey D. Ruffy
- Roronoa Zoro
- Nami
- Usopp
- Sanji
- Tony Tony Chopper
- Nico Robin
- Franky
- Brook
- Jinbe
- Neptú
- Shirahoshi
- Hody Jones
- Van Decken